# Apóstoles en el Nuevo Testamento

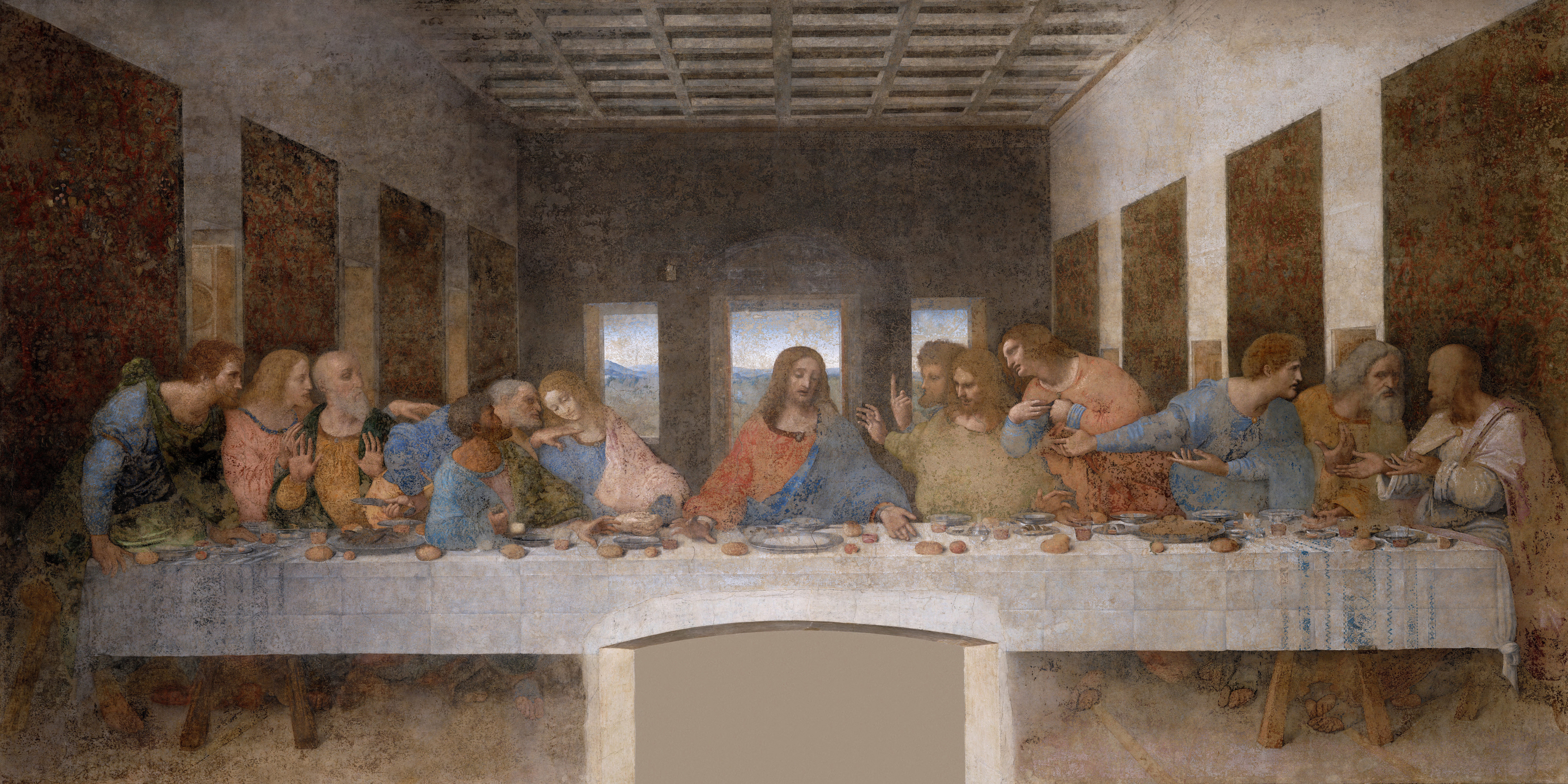
La Última Cena, una pintura mural de finales de la década de 1490 de Leonardo da Vinci, es una representación de la última cena de Jesús y sus doce apóstoles en la víspera de su crucifixión. Santa Maria delle Grazie, Milán

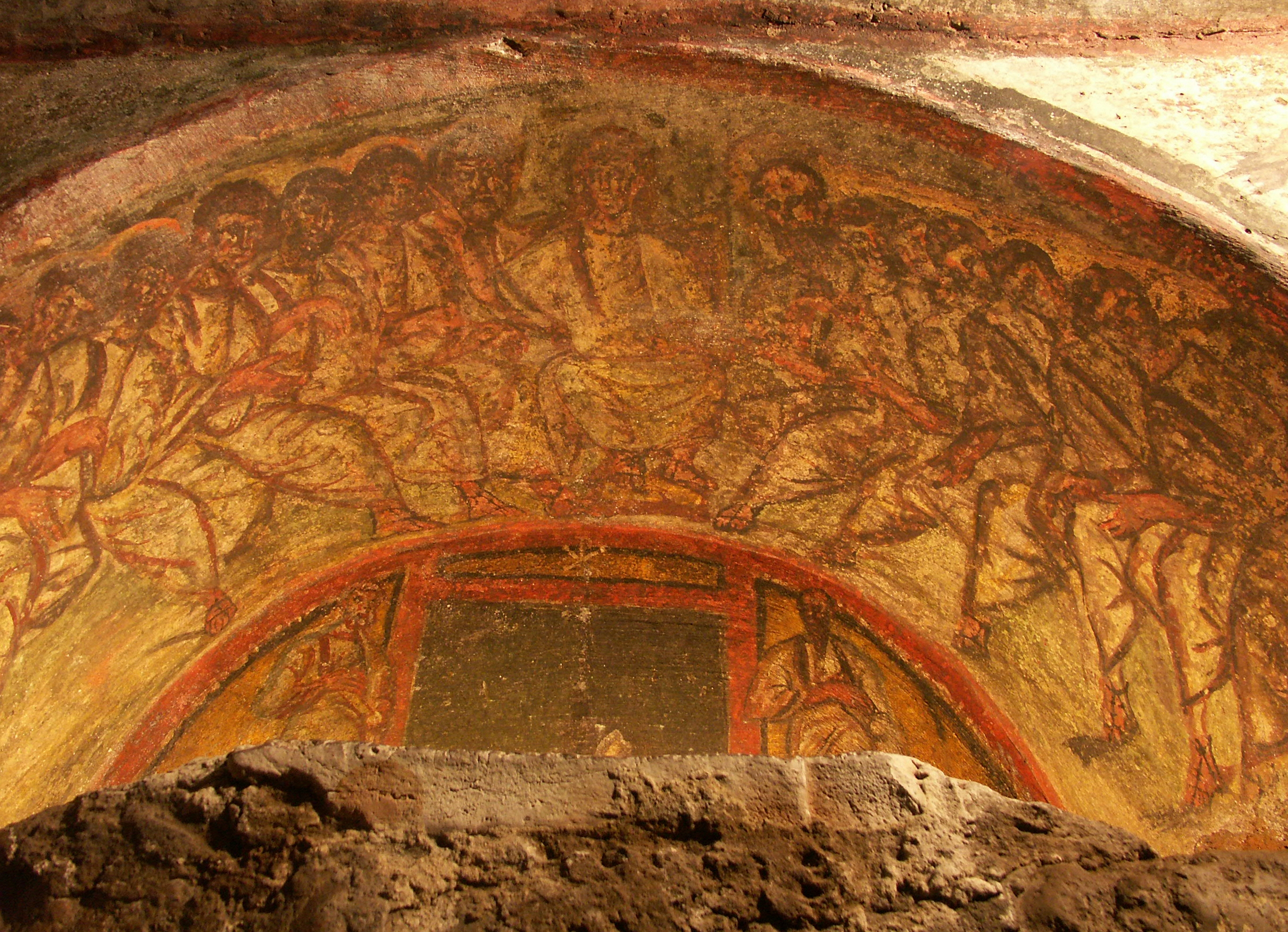
Jesús y sus doce apóstoles, fresco con el Símbolo del Chi-Rho ☧, Catacumbas de Domitila, Roma

En la teología cristiana y en la eclesiología, los apóstoles, en particular los Apóstoles (también conocidos como los Doce Discípulos o simplemente los Doce), fueron los principales discípulos de Jesús según el Nuevo Testamento. Durante la vida y el ministerio de Jesús en el siglo I d. C., los apóstoles fueron sus seguidores más cercanos y se convirtieron en los principales maestros del mensaje del evangelio de Jesús. También existe una tradición del Cristiano Oriental derivada del Evangelio de Lucas de que hubo hasta setenta apóstoles durante el tiempo del ministerio de Jesús.
El  encargo de los Doce Apóstoles durante el ministerio de Jesús se describe en los Evangelios Sinópticos. Después de su resurrección, Jesús envió a once de ellos (ya que Judas Iscariote para entonces había muerto) por la Gran Comisión para difundir sus enseñanzas a todas las naciones. Este acontecimiento ha sido llamado la dispersión de los Apóstoles.
En las epístolas paulinas, Pablo, aunque no era uno de los doce originales, se describió a sí mismo como un apóstol, diciendo que fue llamado por el propio Jesús resucitado durante su camino a Damasco evento. Más tarde se describe a sí mismo como "un apóstol de los gentiles".
El período del cristianismo primitivo durante la vida de los apóstoles se denomina Edad Apostólica. Durante el siglo I d. C., los apóstoles establecieron Iglesias por todos los territorios del Imperio Romano y, según la tradición, por Oriente Medio, África e India. De las tumbas de los apóstoles, todas menos dos son reclamadas por locales de la Iglesia católica, la mitad de ellas situadas en la Diócesis de Roma.

## Etimología

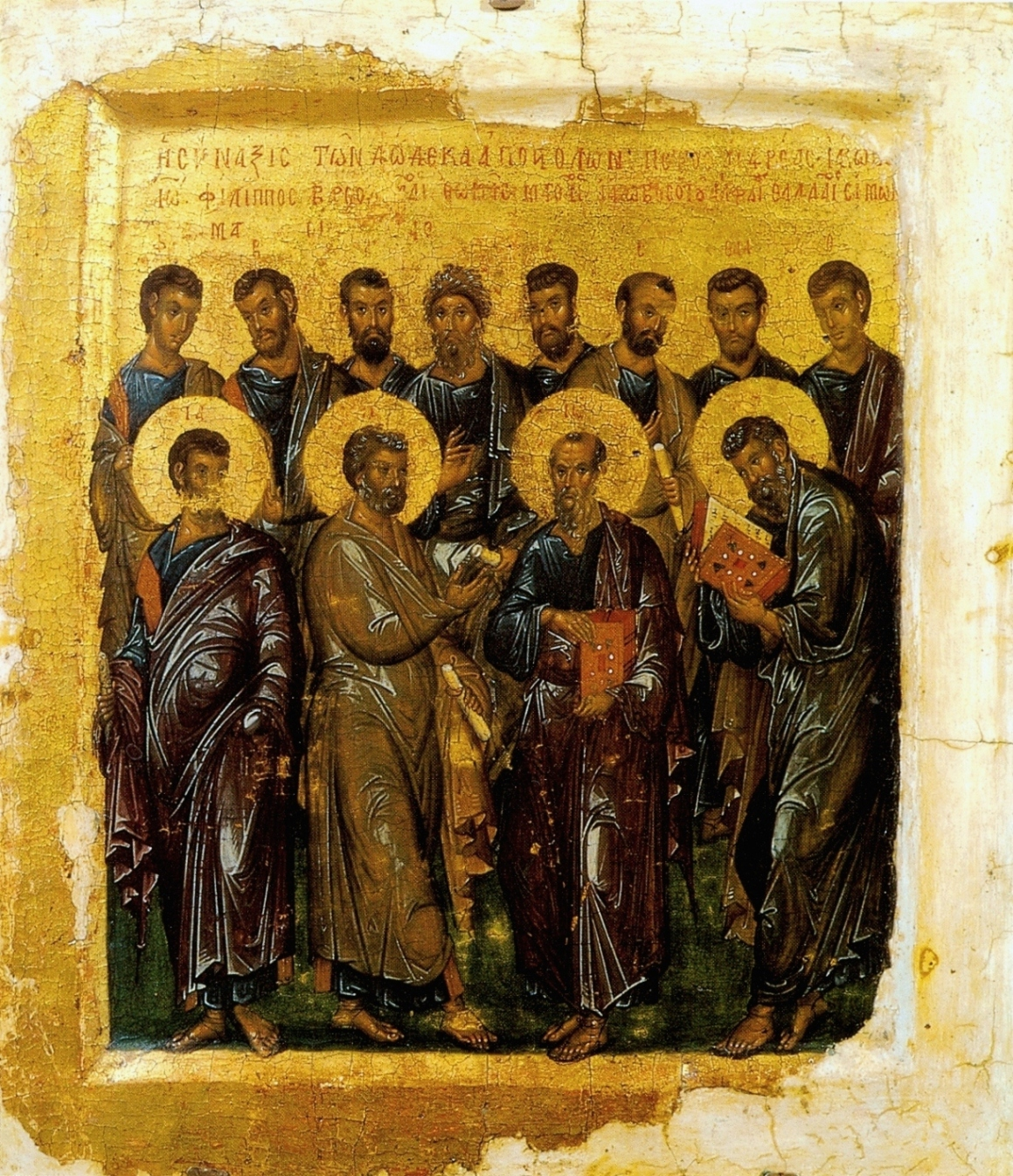
La Synaxis de los Doce Apóstoles. Ruso,, Museo de Moscú

El término apóstol proviene del griego apóstolos (ἀπόστολος)  - formado a partir del prefijo apó- (ἀπό-, 'de') y la raíz stéllō (στέλλω, 'envío, parto') - que originalmente significa 'mensajero, enviado'. Sin embargo, tiene un sentido más fuerte que la palabra mensajero, y se acerca más a un 'delegado'.

## Narraciones bíblicas
Mark 6:7-13 afirma que Jesús envió inicialmente a estos doce de dos en dos (cf. Mt 10:5-42, Lk 9:1-6) a pueblos de Galilea. El texto afirma que sus instrucciones iniciales eran sanar a los enfermos y expulsar a los demonios. También se les ordena que "no lleven nada para el camino, sino sólo un bastón: ni pan, ni cartera, ni dinero en la bolsa, sino que lleven sandalias, y no se pongan dos túnicas", y que si algún pueblo los rechaza deben sacudir el polvo de sus pies al salir, un gesto que algunos estudiosos creen que se entiende como una amenaza despectiva.
Más adelante, en los relatos evangélicos, se describe a los Doce Apóstoles como habiendo sido comisionados para predicar el Evangelio a "todas las naciones", sin importar si son judíos o gentiles. Pablo enfatizó el importante papel de los apóstoles en la iglesia de Dios cuando dijo que la casa de Dios está "edificada sobre el fundamento de los apóstoles y profetas, siendo Cristo Jesús mismo la piedra angular. "

### Llamada de Jesús

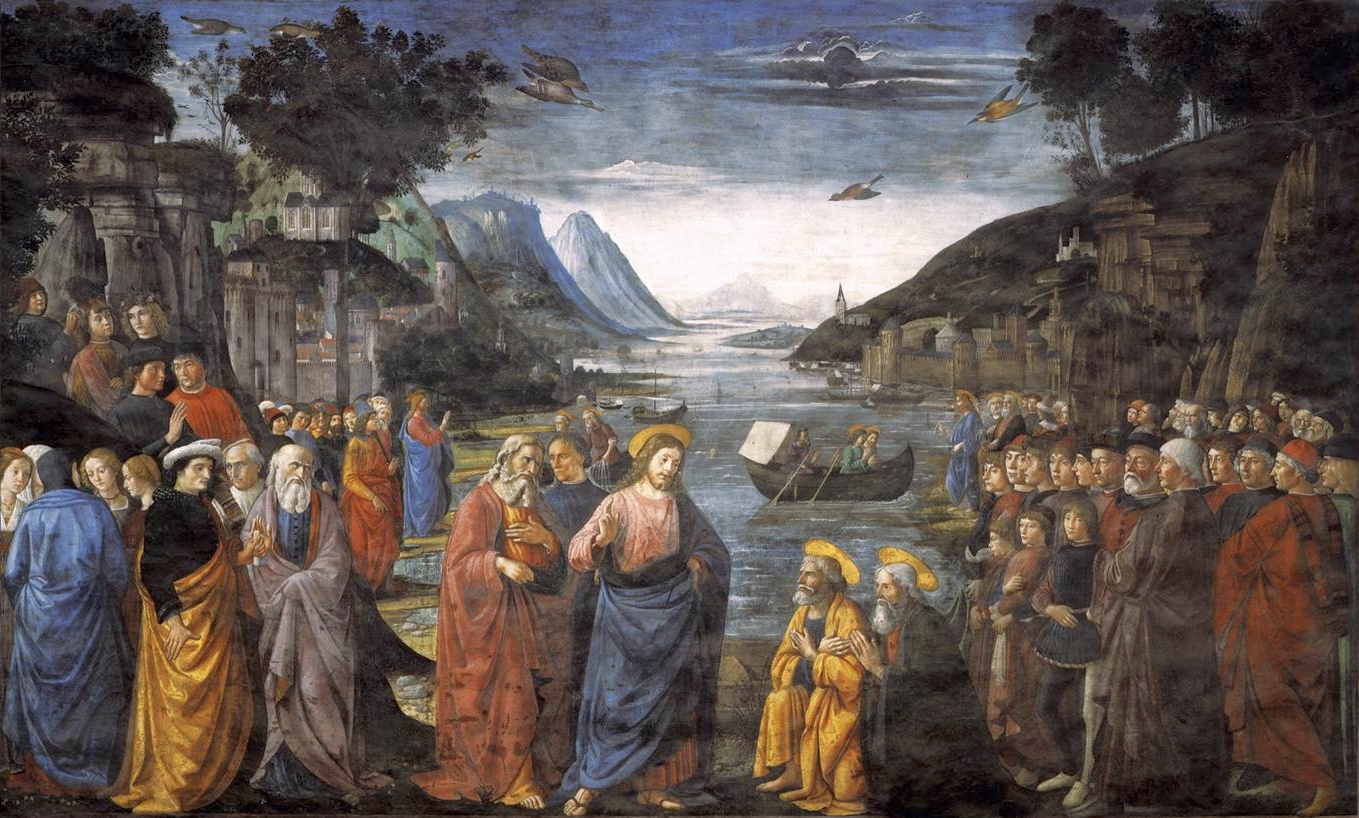
Vocación de los Apóstoles, fresco en la Capilla sixtina por Domenico Ghirlandaio, 1481–82

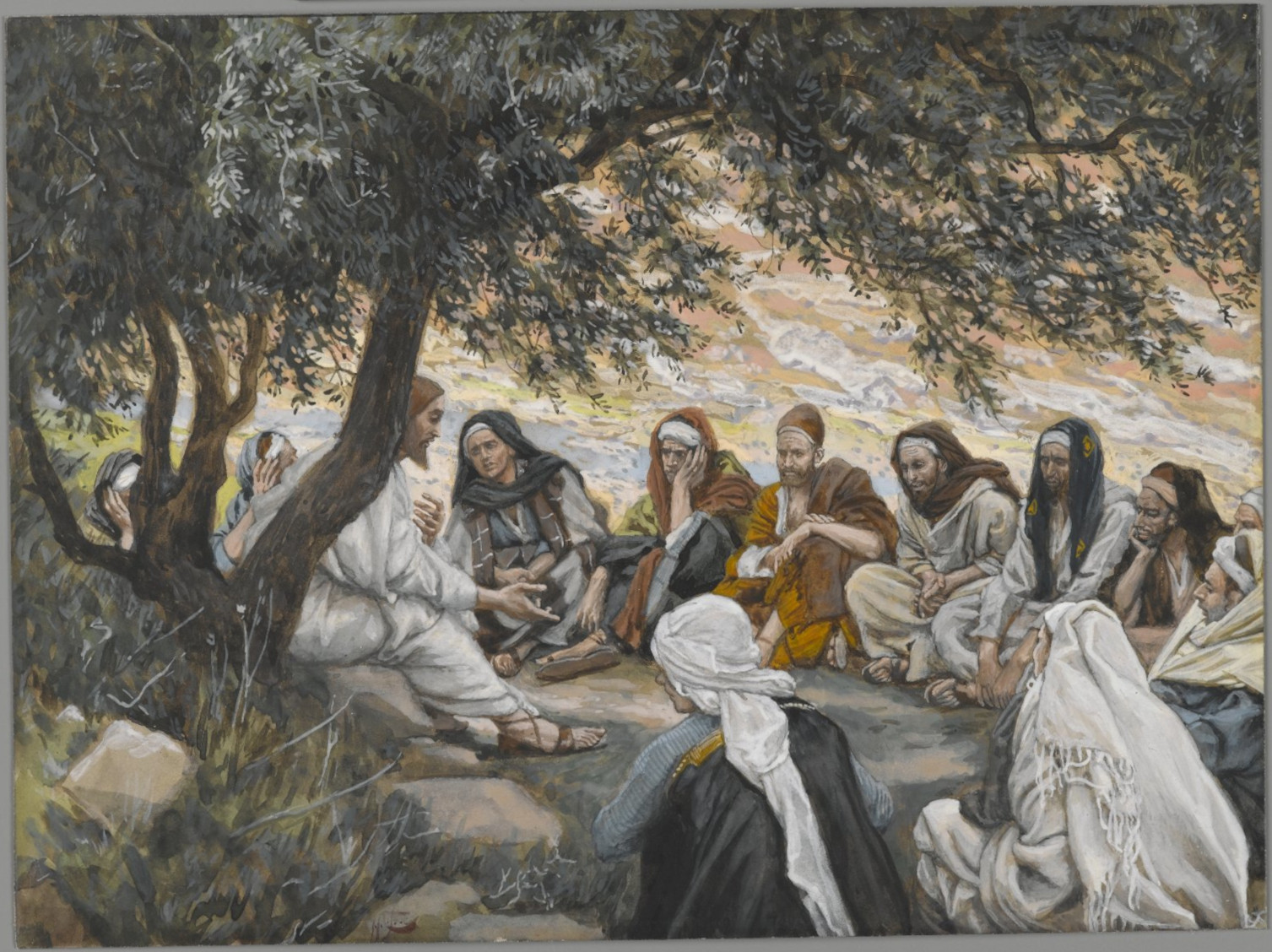
James Tissot, La Exhortación de los Apóstoles

Los tres Evangelios Sinópticos recogen las circunstancias en las que fueron reclutados algunos de los discípulos, Mateo sólo describe el reclutamiento de Simón, Andrés, Santiago y Juan.
A pesar de que Jesús sólo les pidió brevemente que se unieran a él, se describe que todos consintieron inmediatamente y abandonaron sus redes para hacerlo. La inmediatez de su consentimiento se ha visto como un ejemplo de poder divino, aunque esto no se afirma en el texto. Otra explicación es que algunos de los discípulos pueden haber oído hablar de Jesús de antemano, como implica el Evangelio de Juan, que afirma que Andrés era un discípulo de Juan el Bautista, y que él y su hermano empezaron a seguir a Jesús tan pronto como Jesús había sido bautizado.

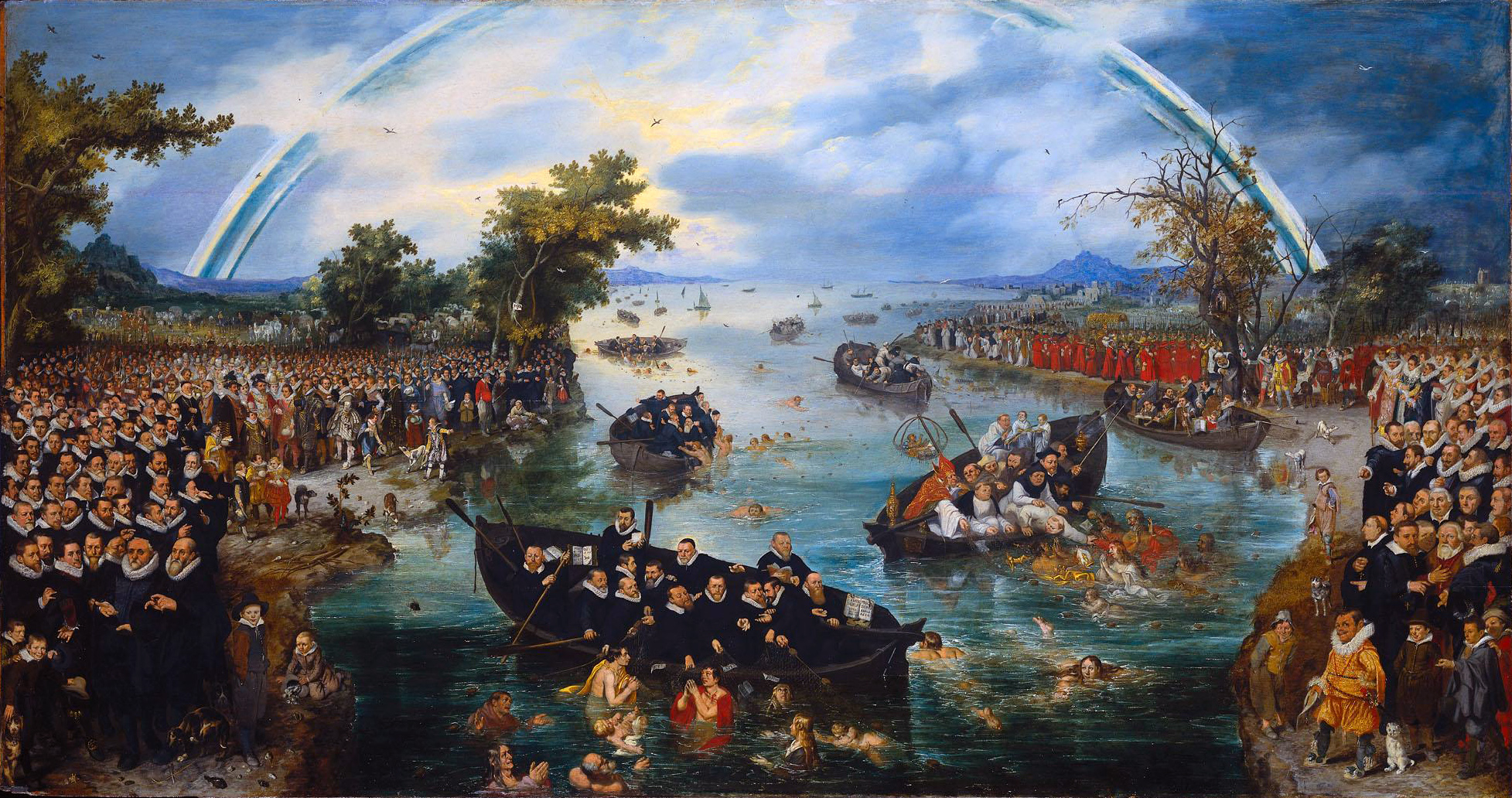
Adriaen van de Venne's La pesca de almas, óleo sobre tabla, 1614

Mateo describe el encuentro de Jesús con Santiago y Juan, también pescadores y hermanos, muy poco después de reclutar a Simón y Andrés. Mateo y Marcos identifican a Santiago y Juan como hijos de Zebedeo. Lucas añade a Mateo y Marcos que Santiago y Juan trabajaban en equipo con Simón y Andrés. Mateo afirma que en el momento del encuentro, Santiago y Juan estaban reparando sus redes, pero se unieron a Jesús sin dudarlo.
Esto es paralelo a los relatos de Marcos y Lucas, pero Mateo da a entender que los hombres también han abandonado a su padre (ya que está presente en la barca que abandonan detrás de ellos), y Carter considera que esto debe interpretarse como que la visión de Mateo de Jesús es la de una figura que rechaza la estructura patriarcal tradicional de la sociedad, en la que el padre tenía el mando sobre sus hijos; la mayoría de los estudiosos, sin embargo, sólo lo interpretan como que Mateo pretendía que estos dos fueran vistos como más devotos que la otra pareja, o que Jesús esperaba la llegada inminente del reino.
Los Evangelios Sinópticos continúan describiendo que más adelante en el ministerio se fijó en un recaudador de impuestos en su caseta. El recaudador de impuestos, llamado Mateo en Mateo 9:9, y Leví en Marco 2:14 y Lucas 5:27, es invitado por Jesús a convertirse en uno de sus discípulos. Se dice que Mateo/Leví aceptó y luego invitó a Jesús a una comida con sus amigos. Los recaudadores de impuestos eran vistos como villanos en la sociedad judía, y se describe que los fariseos le preguntan a Jesús por qué está comiendo con gente de tan mala reputación. La respuesta de Jesús es ahora bien conocida: "no son los sanos los que necesitan un médico, sino los enfermos. No he venido a llamar a los justos, sino a los pecadores al arrepentimiento"

### Elección de los Doce Apóstoles
La elección de los Doce Apóstoles es un episodio del ministerio de Jesús que aparece en los tres evangelios sinópticos. Relata la selección inicial de los Doce Apóstoles entre los discípulos de Jesús.
En el Evangelio de Mateo, este suceso tiene lugar poco antes de los milagro de la hombre con la mano seca. En los evangelios de Marcos y de Lucas, aparece poco después de ese milagro.

Entonces Jesús convocó a sus doce discípulos y les dio autoridad sobre los espíritus inmundos, para expulsarlos, y para curar toda enfermedad y toda dolencia. Estos son los nombres de los doce apóstoles: primero, Simón, llamado también Pedro, y su hermano Andrés; Santiago, hijo de Zebedeo, y su hermano Juan; Felipe y Bartolomé; Tomás y Mateo, el recaudador de impuestos; Santiago, hijo de Alfeo, y Tadeo; Simón el Cananeo, y Judas Iscariote, el que lo traicionó.

Subió al monte y llamó a los que quería, y vinieron a él. Y designó a doce, a los que también llamó apóstoles, para que estuvieran con él, y para que fueran enviados a proclamar el mensaje, y para que tuvieran autoridad para expulsar a los demonios. Nombró, pues, a los doce:[b] Simón (a quien dio el nombre de Pedro); Santiago, hijo de Zebedeo, y Juan, hermano de Santiago (a quien dio el nombre de Boanerges, es decir, Hijos del Trueno); y Andrés, y Felipe, y Bartolomé, y Mateo, y Tomás, y Santiago, hijo de Alfeo, y Tadeo, y Simón el Cananeo, y Judas Iscariote, el que lo entregó.

 Uno de esos días, Jesús salió a la ladera de un monte a orar, y pasó la noche orando a Dios. Cuando llegó la mañana, llamó a sus discípulos y eligió a doce de ellos, a los que también designó apóstoles: Simón (al que llamó Pedro), su hermano Andrés, Santiago, Juan, Felipe, Bartolomé, Mateo, Tomás, Santiago hijo de Alfeo, Simón, al que llamaban el Zelote, Judas hijo de Santiago y Judas Iscariote, que se convirtió en traidor.

#### Las listas de los doce apóstoles en el Nuevo Testamento

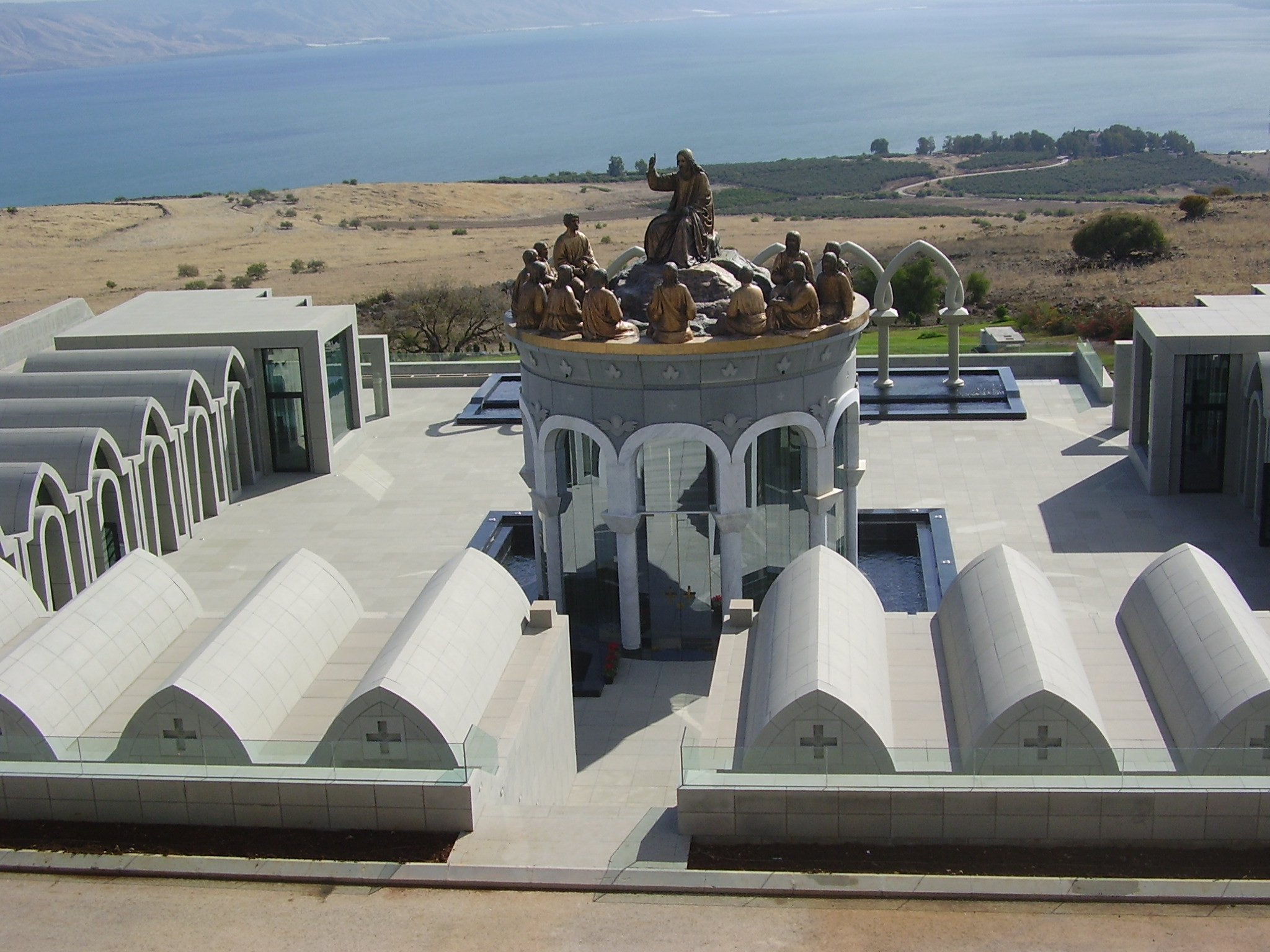
Monumento de Jesús y los Doce Apóstoles en Domus Galilaeae, Israel

Cada una de las cuatro listas de apóstoles en el Nuevo Testamento indican que todos los apóstoles eran hombres. Los evangelios canónicos y el libro de Hechos dan nombres variados de los Doce Apóstoles. La lista del Evangelio de Lucas difiere de la de Mateo y Marcos en un punto. Enumera a "Judas, hijo de Santiago" en lugar de "Tadeo". Todos los listados aparecen en tres agrupaciones, siempre con los mismos cuatro apóstoles en cada grupo. Aunque el orden de los tres nombres restantes dentro del grupo varía, cada grupo está encabezado por el mismo apóstol. Así, Pedro aparece siempre en primer lugar, Felipe aparece siempre en quinto lugar, y Santiago el Menor aparece siempre en noveno lugar. Judas Iscariote aparece siempre en último lugar.
A diferencia de los Evangelios Sinópticos, el Evangelio de Juan no ofrece una lista formal de apóstoles. Aunque se refiere a "los Doce", el evangelio no presenta ninguna elaboración de quiénes eran realmente estos doce, y el autor del Evangelio de Juan no los menciona a todos por su nombre. Tampoco hay separación de los términos "apóstoles" y "discípulos" en Juan.
Según el Nuevo Testamento sólo había dos parejas de hermanos entre los Doce Apóstoles: Pedro y  Andrés, los hijos de Jonás, así como Santiago y Juan, los hijos de Zebedeo. Dado que el padre  de Santiago el Mayor como el de Mateo se llaman  Alfeo, según la tradición de la Iglesia Ortodoxa Oriental los dos eran hermanos también. Según la tradición de la Iglesia Católica basada en el escrito del  Padre Apostólico Papías de Hierápolis los apóstoles  Santiago, hijo de Alfeo, y Judas Tadeo eran hermanos e hijos de Alfeo (llamado también Cleofás) y su esposa María de Cleofás que era hermana de la madre de Jesús. La Leyenda Dorada, recopilada por Jacobus de Voragine en el siglo XIII, añade a los dos apóstoles también a Simón el Cananeo, llamado también Simón el Zelote.
| Evangelio de Mateo                                             | Evangelio de Marcos                                    | Evangelio de Lucas                                                       | Evangelio de Juan                                                 | Hechos de los Apóstoles                                                   |
| -------------------------------------------------------------- | ------------------------------------------------------ | ------------------------------------------------------------------------ | ----------------------------------------------------------------- | ------------------------------------------------------------------------- |
| Simón ("también llamado Pedro")                                | Simón ("a quien le dio el nombre de Pedro")            | Simón ("a quien llamó Pedro")                                            | Simón Pedro / Cefas "que se traduce como Pedro"                   | Pedro                                                                     |
| Andrés ("su hermano (de Pedro)")                               | Andrés                                                 | Andrés (su hermano (de Pedro)")                                          | Andrés ("hermano de Simón Pedro")                                 | Andrés                                                                    |
| Santiago ("hijo del Zebedeo")                                  | Santiago ("hijo del Zebedeo") / uno de los "Boanerges" | Santiago                                                                 | uno de los "hijos de Zebedeo"                                     | Santiago                                                                  |
| Juan ("su hermano [de Santiago]")                              | Juan ("hermano de Santiago") / uno de los "Boanerges"  | Juan                                                                     | uno de los "hijos de Zebedeo"/ "El discípulo a quien Jesús amaba" | Juan                                                                      |
| Felipe                                                         | Felipe                                                 | Felipe                                                                   | Felipe                                                            | Felipe                                                                    |
| Bartolomé                                                      | Bartolomé                                              | Bartolomé                                                                | Natanael                                                          | Bartolomé                                                                 |
| Tomás                                                          | Tomás                                                  | Tomás                                                                    | Tomás ("también llamado Dídimo")                                  | Tomás                                                                     |
| Mateo ("el publicano")                                         | Mateo / Levi                                           | Mateo / Levi                                                             | no mencionado                                                     | Mateo                                                                     |
| Santiago ("hijo de Alfeo")                                     | Santiago ("hijo de Alfeo")                             | Santiago ("hijo de Afeo")                                                | no mentionado                                                     | Santiago ("hijo de Alfeo")                                                |
| Judas Tadeo; llamado "Judas el Zelote" en algunas traducciones | Tadeo                                                  | Judas ("hijo de Santiago", denominado "hermano" en algunas traducciones) | Judas ("no Iscariote")                                            | Judas (""hijo de Santiago", denominado "hermano" en algunas traducciones) |
| Simón ("el Cananeo")                                           | Simón ("el Cananeo")                                   | Simón ("que era llamado el Zealote")                                     | no mencionado                                                     | Simón ("el Zelote")                                                       |
| Judas Iscariote                                                | Judas Iscariote                                        | Judas Iscariote                                                          | Judas ("hijo de Simón Iscariote")                                 | (Judas reemplazado por Matías)                                            |

#### Círculo interno entre los Doce Apóstoles
Pedro,  Santiago y su hermano Juan formaron un triunvirato informal entre los Doce Apóstoles en los Evangelios. Jesús les permitió ser los únicos apóstoles presentes en tres ocasiones particulares durante su ministerio público, la Resurrección de la hija de Jairo (Marcos 5:37), la Transfiguración de Jesús (Mateo 17:1) y en la Oración en el huerto de Getsemaní (Mateo 26:37) .
En la época del Iglesia cristiana primitiva se reconocía como trío dirigente entre los apóstoles a Pedro, Juan y Santiago, hermano de Jesús, conocidos colectivamente como los Pilares de la Iglesia. (Gálatas 2:9) Según la tradición de la Iglesia Católica basada en el escrito de  san Jerónimo este Santiago se identifica con el apóstol Santiago el Menor.

#### Sustitución de Judas Iscariote
Después de que Judas traicionara a Jesús (y luego, con culpa, se suicidara antes de la resurrección de Cristo, según cuenta un Evangelio), los apóstoles eran once. Cuando Jesús les fue arrebatado, en preparación de la venida del Espíritu Santo que les había prometido, Pedro aconsejó a los hermanos:

Judas, que fue guía de los que se llevaron a Jesús... Porque fue contado con nosotros, y recibió su parte en este ministerio... Porque está escrito en el libro de los Salmos: "Que su morada sea desolada, que nadie habite en ella", y "que otro tome su oficio"... Así que uno de los hombres que nos han acompañado durante todo el tiempo que el Señor Jesús entró y salió entre nosotros, comenzando por el bautismo de Juan hasta el día en que fue arrebatado de nosotros, debe convertirse con nosotros en testigo de su resurrección.
Hechos 1:15-22

Así que, entre la Ascensión de Jesús y el día de Pentecostés, los apóstoles restantes eligieron a un duodécimo apóstol por sorteo, una forma tradicional israelita de determinar la voluntad de Dios (véase Proverbios 16:33). La suerte cayó sobre san Matías.
El apóstol Pablo, en su Primera Epístola a los Corintios, parece dar la primera referencia histórica a los Doce Apóstoles: "Porque os he transmitido como de primera importancia lo que yo también recibí: que Cristo murió por nuestros pecados según las Escrituras, que fue sepultado, que resucitó al tercer día según las Escrituras, y que se apareció a Cefas y luego a los doce" (1 Cor 15,3-5).

### Otros apóstoles mencionados en el Nuevo Testamento
| Persona llamada apóstol | En qué parte de la Escritura | Notas |
| ----------------------- | ---------------------------- | --- |
| Barnabas                | Acts 14:14                   | — |
| Andrónico y Junia       | Romanos 16:7                 | Pablo afirma que Andrónico y Junia eran "notables entre los apóstoles". Esto se ha interpretado tradicionalmente de una de dos maneras: - Que Andrónico y Junia eran "notables entre los apóstoles", es decir, apóstoles distinguidos. - Que Andrónico y Junia eran "bien conocidos entre los apóstoles", lo que significa "bien conocidos por los apóstoles". Si la primera opinión es correcta, entonces Pablo puede estar refiriéndose a una mujer apóstol - el nombre griego (Iounian) está en acusativo y podría ser Junia (una mujer) o Junias (un hombre). Los manuscritos posteriores añaden acentos para que sea inequívocamente Junias; sin embargo, mientras que "Junia" era un nombre común, "Junias" no lo era, y ambas opciones son favorecidas por diferentes traducciones de la Biblia. En el segundo punto de vista, se cree que Pablo simplemente está haciendo mención del carácter sobresaliente de estas dos personas que fue reconocido por los apóstoles. Históricamente, ha sido prácticamente imposible determinar cuál de las dos opiniones era la correcta. El segundo punto de vista, en los últimos años, ha sido defendido desde una perspectiva académica por Daniel Wallace y Michael Burer. |
| Silas                   | 1 Thes. 1:1, 2:6             | Se refiere a él como uno junto con Timoteo y Pablo, y también desempeña la función de apóstol como compañero de Pablo en el segundo viaje misionero de éste en Hechos 15:40 |
| Timoteo                 | 1 Thes. 1:1, 2:6             | A Timoteo se le llama apóstol junto con Silas y Pablo. Sin embargo, en 2 Cor. 1:1, sólo se le llama "hermano" cuando Pablo se refiere a sí mismo como "apóstol de Cristo". Timoteo realiza muchas de las funciones de un apóstol en el encargo de Pablo en primera y segunda Timoteo, aunque en esas epístolas Pablo se refiere a él como su "hijo" en la fe. |
| Apolos                  | 1 Cor. 4:9                   | Incluido entre "nosotros los apóstoles" junto con Pablo y Cefas (Pedro). |

#### Los setenta discípulos
Los "setenta discípulos" o "setenta y dos discípulos" (conocidos en las tradiciones de la Cristiandad oriental como los "Setenta Apóstoles") fueron los primeros emisarios de Jesús mencionados en el Evangelio de Lucas. Según Lucas, el único evangelio en el que aparecen, Jesús los designó y los envió de dos en dos en una misión específica que se detalla en el texto.
En la cristiandad occidental, se les suele denominar discípulos, mientras que en el cristianismo oriental se les suele denominar Apóstoles. Utilizando las palabras griegas originales, ambos títulos son descriptivos, ya que un apóstol es alguien enviado en una misión (el griego utiliza la forma verbal: apesteilen) mientras que un discípulo es un estudiante, pero las dos tradiciones difieren en el alcance de las palabras apóstol y discípulo.

### Pablo, Apóstol de los Gentiles
Aunque no fue uno de los apóstoles comisionados durante la vida de Jesús, Pablo, un judío originalmente llamado Saulo de Tarso, reclamó para sí una comisión especial de  Jesús como "el apóstol de los gentiles",9 para difundir el mensaje del evangelio después de su conversión. En sus escritos, las epístolas a las iglesias cristianas de todo el  Levante, Pablo no restringió el término "apóstol" a los doce, y a menudo se refiere a su mentor Bernabé como apóstol.
En las sus escritos, Pablo, aunque no era uno de los doce originales, se describía a sí mismo como un apóstol. Fue llamado por el propio Jesús resucitado durante su «camino a Damasco». Con Bernabé, se le asignó el papel de apóstol en la iglesia.Hechos 13:2
Puesto que Pablo afirmaba haber recibido un evangelio no de las enseñanzas de los Doce Apóstoles, sino única y directamente a través de revelaciones personales del Jesús posterior a la ascensión, después de la muerte y resurrección de Jesús (en lugar de antes como los doce), Pablo se vio a menudo obligado a defender su autoridad apostólica (Cor. 9:1 "¿No soy yo un apóstol?" ) y proclamar que había visto y había sido ungido por Jesús mientras estaba en el camino de Damasco.
Pablo se consideraba tal vez inferior a los otros apóstoles porque originalmente había perseguido a los seguidores de CristoCor. 15:9  mientras pensaba que no era en absoluto inferior a esos "superapóstoles" y que no le faltaba "conocimiento".Cor. 11:5-6 
Pablo se refería a sí mismo como el "apóstol de los gentiles". 9 Según el relato de Pablo en su Epístola a los Gálatas, Santiago, Pedro y Juan en Jerusalén aceptaron la "gracia" otorgada a Pablo y estuvieron de acuerdo en que Pablo y Bernabé se dirigieran a los gentiles (específicamente a los no circuncisos) y a los tres apóstoles que "parecían ser pilares" para los circuncisos.Gal 2:7-9 A pesar de la «Pequeña Comisión» hecha por Jesús a los apóstoles, los Doce Apóstoles no limitaron su misión únicamente a los judíos, ya que Cornelio el Centurión es ampliamente considerado como el primer gentil convertido y fue convertido por Pedro, y la Gran Comisión de Jesús resucitado es específicamente a "todas las naciones".
Como afirma la Enciclopedia Católica, "es evidente que, en sentido cristiano, todo aquel que hubiera recibido una misión de Dios, o de Cristo, para el hombre, podría ser llamado 'Apóstol'; extendiendo así el sentido original más allá de los doce.

## Muertes

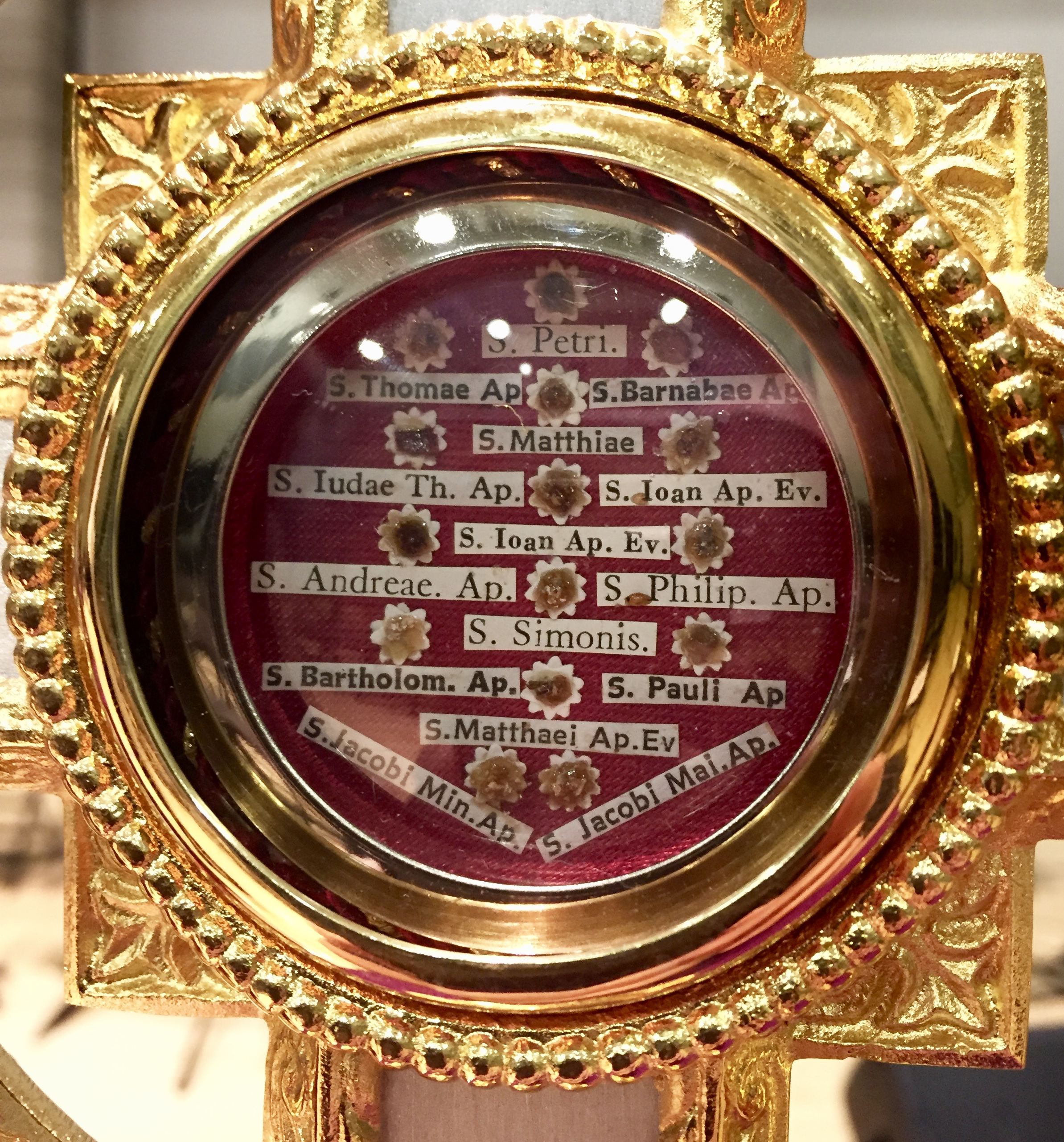
Las reliquias de los Apóstoles en 2017, mientras estaban en Utah durante la gira de las reliquias

De los Doce Apóstoles que ostentaron el título después de la selección de Matías, la tradición cristiana ha transmitido generalmente que todos los Doce Apóstoles, excepto uno, fueron martirizados, y sólo Juan sobrevivió hasta la vejez. Sin embargo, en el Nuevo Testamento solo se describe la muerte de Santiago, hijo de Zebedeo. (Acts 12:1–2)
Mateo 27:5 dice que Judas Iscariote tiró la plata que recibió por traicionar a Jesús en el Templo, luego fue y se ahorcó. Hechos 1:18 dice que compró un campo, entonces "cayendo de cabeza se abrió por la mitad y todas sus entrañas brotaron".
Según el historiador del siglo XVIII Edward Gibbon, los primeros cristianos (segunda mitad del siglo II y primera mitad del siglo III) creían que sólo Pedro, Pablo y Santiago, hijo de Zebedeo, fueron martirizados. El resto, o incluso todas las reivindicaciones de los apóstoles martirizados no se basan en pruebas históricas o bíblicas, sino sólo en leyendas tardías.

### Reliquias y sepulturas
Las reliquias de los apóstoles son reclamadas por varias iglesias, muchas de ellas en Italia.
- Andrés: enterrado en la Catedral de San Andrés Apóstol (Patras), Grecia[60]
- Bartolomé: enterrado en la Basílica de Benevento, Italia, o en la Basilica di San Bartolomeo all'Isola, Roma, Italia[61]
- Santiago el Mayor: enterrado en la Catedral de Santiago de Compostela en Santiago de Compostela, Galicia, España
- Santiago, hijo de Alfeo: enterrado en la Catedral de Santiago (Jerusalén) o Basílica de los Santos Apóstoles en Roma.[62][63]
- Juan: no hay reliquias. La apertura de su tumba (en la Basílica de San Juan de Éfeso) durante el reinado de Constantino el Grande no arrojó ningún hueso, dando lugar a la creencia de que su cuerpo fue asumido al cielo.[64]
- Judas Iscariote: enterrado en Akeldama cerca de Jerusalén (según el Evangelio de Mateo y los Hechos de los Apóstoles).
- Judas Tadeo: enterrado en la Basílica de San Pedro bajo el altar de San José con San Simón; dos huesos (reliquias) localizados en el Santuario Nacional de San Judas en Chicago, (Estados Unidos); otras reliquias reclamadas por la Catedral de Reims y la Catedral de Toulouse.[65][66][67]
- Mateo: enterrado en la Catedral de Salerno, Italia.[68]
- Matías: enterrado en la Abadía de San Matías en Tréveris, Alemania.[69]
- Pablo: reliquias ubicadas en la Basílica de San Pablo Extramuros de Roma; el cráneo ubicado en la Archibasílica de San Juan de Letrán, junto al cráneo de San Pedro.[70]
- Pedro: enterrado en la Basílica de San Pedro en Ciudad del Vaticano, Roma, Italia; el cráneo se encuentra en la Archibasílica de San Juan de Letrán, junto al cráneo de San Pablo.[70].
- Felipe: enterrado en Basílica de los Santos Apóstoles en Roma o posiblemente en Hierápolis, en la actual Turquía.[71][63].
- Simón: enterrado en la Basílica de San Pedro de Roma bajo el altar de  San José con San Judas.[72]
- Tomás: enterrado en la Catedral basílica de Santo Tomás en Chennai, India o en la Basílica de Santo Tomás el Apóstol en Ortona, Italia.[73][74]

## Legado
En el siglo II d. C., la asociación con los apóstoles se consideraba una prueba de autoridad. Las iglesias que se cree que fueron fundadas por uno de los apóstoles se conocen como sede apostólica.
Las epístolas de Pablo fueron aceptadas como escritura, y dos de los cuatro evangelios del canónico fueron asociados con apóstoles, al igual que otras obras del Nuevo Testamento. Varios textos cristianos, como la Didaché y las Constituciones Apostólicas, se atribuyeron a los apóstoles. El Credo de los Apóstoles, popular en el Occidente, fue supuestamente compuesto por los propios apóstoles.
Los Obispos trazaban sus líneas de sucesión hasta los apóstoles individuales, que se decía que se habían dispersado desde Jerusalén y establecieron iglesias a través de grandes territorios. Los obispos cristianos han reclamado tradicionalmente una autoridad que deriva, por sucesión apostólica, de los Doce Apóstoles.
Los primeros Padres de la Iglesia que llegaron a asociarse con los apóstoles -como el Papa Clemente I con San Pedro- se denominan Padres Apostólicos.